# Roger-Maurice Bonnet
Roger-Maurice Bonnet, född 23 december 1937 i Dourdan, Frankrike, är en fransk astrofysiker.
Bonnet var 1983-2001 vetenskaplig direktör för den Europeiska rymdorganisationen (ESA) och låg bakom rymdforskningsprogrammen Horizon 2000 och Horizon 2000+. Han initierade projekten med solproben SOHO och satellitprogrammet Cluster.
Bonnet blev 1993 professor vid universitetet i Liège i Belgien. Han är numera verksam vid CNES och CNRS. Han invaldes 2002 som utländsk ledamot av svenska Vetenskapsakademien och är även ledamot av Royal Astronomical Society i London.